# Diamond DA20
Die DA20 Katana / DV20 Katana ist ein zweisitziges Leichtflugzeug des österreichischen Herstellers Diamond Aircraft. Es wird sowohl in Österreich als auch in Kanada hergestellt.

## Konstruktion
Das Flugzeug ist eine Weiterentwicklung des Reisemotorseglers HK36 und besitzt ähnlich gute aerodynamische Eigenschaften. Es unterscheidet sich vor allem durch die kürzere Spannweite von 10,9 Metern und die fehlenden Bremsklappen von dem Motorsegler mit einer Spannweite von 16,3 Metern.
Aufbauend auf der seit 1993 in Wiener Neustadt gebauten, erfolgreichen DV20 Katana entwickelte, zertifizierte und produzierte Diamond Aircraft Kanada 1994 ein leichtes, zweisitziges Verbundflugzeug: die DA20 Katana. Das Flugzeug ist hauptsächlich aus faserverstärktem Kunststoff gebaut und für seine Wirtschaftlichkeit bekannt. Daher wird es häufig als Schulflugzeug für private und kommerzielle Piloten eingesetzt. In Deutschland weit verbreitet ist die DA20-A1 (DV20-A1) mit einem Rotax-Motor, der sowohl mit MoGas als auch AvGas betrieben werden kann. Die in Deutschland selten geflogene DA20-C1 mit einem Motor von Teledyne Continental benötigt dagegen zwingend AVGAS / 100LL. Diese Version ist vor allem in Nordamerika verbreitet.
Große Schwester der Katana ist das viersitzige Motorflugzeug DA 40, das alternativ mit Benzin- oder Dieselmotor ausgerüstet werden kann.

## Zwischenfälle
- Am 20. Juli 2008 stürzte eine DV20 Katana kurz nach dem Start vom Flugplatz Schwenningen am Neckar aus circa fünfzehn Metern Höhe in Messerfluglage mit der rechten Tragfläche voran ab. Der 47-jährige Pilot wurde bei dem Aufprall getötet und die Maschine zerstört.[1]
- Am 30. Juni 2015 kollidierte eine DA-20-A1 Katana kurz nach dem Start vom Flugplatz Frankfurt-Egelsbach mit der Oberleitung der am Ende der Startbahn gelegenen Bahnstrecke und stürzte daraufhin auf einen vorbeifahrenden Güterzug. Dabei wurde ein Kabelstrang der Oberleitung auf einer Länge von rund 150 Metern abgerissen. Der 64-jährige Pilot wurde bei dem Unfall schwer, seine Passagierin tödlich verletzt.[2]
- Am 2. Februar 2017 wurden die zwei Insassen einer DA-20 Katana bei einem Absturz in der Nähe von Melle tödlich verletzt.[3]
- Am 26. Mai 2021 stürzte eine Maschine beim Landeanflug in der Nähe eines Flugplatzes bei Grefrath in Nordrhein-Westfalen auf ein Feld. Hierbei kam der 32-jährige Flugschüler ums Leben. Der 60-jährige Fluglehrer wurde schwer verletzt.[4]

## Technische Daten
| Kenngröße             | DV20                    | DA20-A1                     | DA20-C1                               | DV20 E                                 |
| --------------------- | ----------------------- | --------------------------- | ------------------------------------- | -------------------------------------- |
| Länge                 | 7,16 m                  | 7,17 m                      | 7,17 m                                | 7,15 m                                 |
| Spannweite            | 10,78 m                 | 10,84 m                     | 10,87 m                               | 10,87 m                                |
| Höhe                  | 2,10 m                  | 2,10 m                      | 2,19 m                                | 2,10 m                                 |
| Flügelfläche          | 11,6 m²                 | 11,6 m²                     | 11,6 m²                               | 11,6 m²                                |
| Flügelstreckung       | 10,0                    | 10,1                        | 10,2                                  | 10,2                                   |
| Motor                 | ein Rotax 912A3 oder S3 | ein Rotax 912A3, F3 oder S3 | ein Continental O-240-B (Einspritzer) | ein Rotax 912 iSc3 Sport (Einspritzer) |
| Leistung              | 58 kW oder 69 kW        | 58 kW oder 69 kW            | 93 kW                                 | 73,5 kW                                |
| Tankinhalt            | 77 l                    | 76 l                        | 76 bis 91 l (tankabhängig)            | 93 l                                   |
| Reisegeschwindigkeit  | 116 kt (215 km/h)       | 116 kt (215 km/h)           | 118 kt (219 km/h)                     | 121 kt (224 km/h)                      |
| Höchstgeschwindigkeit | 157 kt (291 km/h)       | 157 kt (291 km/h)           | 164 kt (304 km/h)                     | 164 kt (304 km/h)                      |